# Chrysotus adsiduus
Chrysotus adsiduus är en tvåvingeart som beskrevs av Becker 1922. Chrysotus adsiduus ingår i släktet Chrysotus och familjen styltflugor. Inga underarter finns listade i Catalogue of Life.